# 刑事偵緝處 (香港)
刑事偵緝處（英語：Criminal Investigation Department，縮寫：CID）於1923年成立，隸屬於香港警察隊，負責刑事偵緝，由偵緝處處長領導。於1973年解散。

## 歷史

### 前導
香港開埠初期，由於四環開闢，部份原居民失去了其可以耕作的土地，加上生活艱難，罪案率隨即急劇上升。香港政府清楚憑著少數英國人難以有效管治華人佔大多數的社區，在某程度上需要由有勢力的社團去維持社會上普羅社會階層的秩序。基於當時警隊的高層均為外籍人員，絕大部份都不懂粵語，不悉民情，更不了解華人的習俗及傳統。故此下放權力，讓華人出任差人，用以聯絡、管制以及執行命令，再由英籍警官管理。

### 刑事偵緝處成立
1923年，刑事偵緝處正式成立，成立時附有攝影科，共有163名偵探人員。當時香港人口不多，社會結構比較現時簡單。刑事偵緝處除了負責偵查罪案及緝捕疑犯外，同時亦需要管理人民政策事務。在第二次世界大戰前，其負責範圍包括審查處理、簽署發給牌照以及管理麻雀館、妓院、賭檔、鴉片檔及酒吧等的娛樂場所，此外亦都包括批發大型活動、節慶及粵劇戲棚等事務。
當時，英籍警官都駐守於總部（俗稱大館，即舊中區警署），主要負責安排文件及下達命令等案頭事務。環頭差館的雜差房領導基本上為探長；環尾差館的雜差房領導多為高級探目或者探目。當時的探長數目非常少，直接負責整個環頭（即今警區）的治安，對各個環頭的社團都非常熟悉。從此各環頭探長制衡著各大幫會以及社團。探長和地區人士的關係微妙，在相互配合下，建立起另類的默契，故此當時極少發生嚴重罪案。只要地區人士不去騷擾工商業界及中上層市民，如謀殺、持械行劫及綁架等的嚴重罪行，他們的偏門行業便不會受到太大壓制。
於1949年7月，警察隊的高層決意加強警探隊（又稱偵探隊，簡稱探隊等）的警力及進一步規範其職能，增設總探長職級，將當時表現最為出色的探長姚木和李就勝分別晉升成為香港及九龍區兩區首兩位總探長，直接向獨立運作的刑事偵緝處處長負責，擁有管理全體偵探人員的調度權力。當時，九龍區曾經以油麻地警署為總部。調動制度除了變得集中之外，探員的數目亦隨之增加，多數由表現出色的軍裝部人員轉任。
1950年代至1960年代，警探隊對警察隊內部及社會的影響力尤其惹人注意。基於與社會有較為緊密及牽引的接觸，華籍探長的地位特別崇高，位低權重。

### 警隊架構重組
由於總探長的制度，引起了嚴重的貪污和黑社會問題。於1973年，警察隊進行了重大的架構重整及制度改革；刑事偵緝處被撤消，轉為刑事偵緝部，警銜制度與軍裝部結合統一。所有與刑事偵緝相關的部門歸納至行動處，從此成為行動處轄下的一個分支部門，即刑事部（Crime Wing），純粹負責刑事偵緝等的實際警察事務。從此探長及總探長的權力被分散成不同的部門及支隊，各部門基本上由警司級（多數為警司或高級警司）的人員負責，各支隊基本上由督察級（多數為高級督察或總督察）的人員負責。原來的探長合併為軍裝部的警長，總探長改稱警署警長，部分升為軍裝部的督察（俗稱為經驗幫）。
1990年代，警隊再次進行架構改革，進一步改善行政，刑事及保安處成立，所有刑事偵緝的相關部門被重新歸入至刑事及保安處，由警務處助理處長（刑事）指揮。

## 相關參見
- 探長 (香港)
- 雜差
- 雜差房
- 總探長
- 探長
- 高級探目
- 探目
- 探員

## 外部連結

### 《警聲》
- 香港警務處退役同僚協會專欄（页面存档备份，存于）